# Water Polo Arena

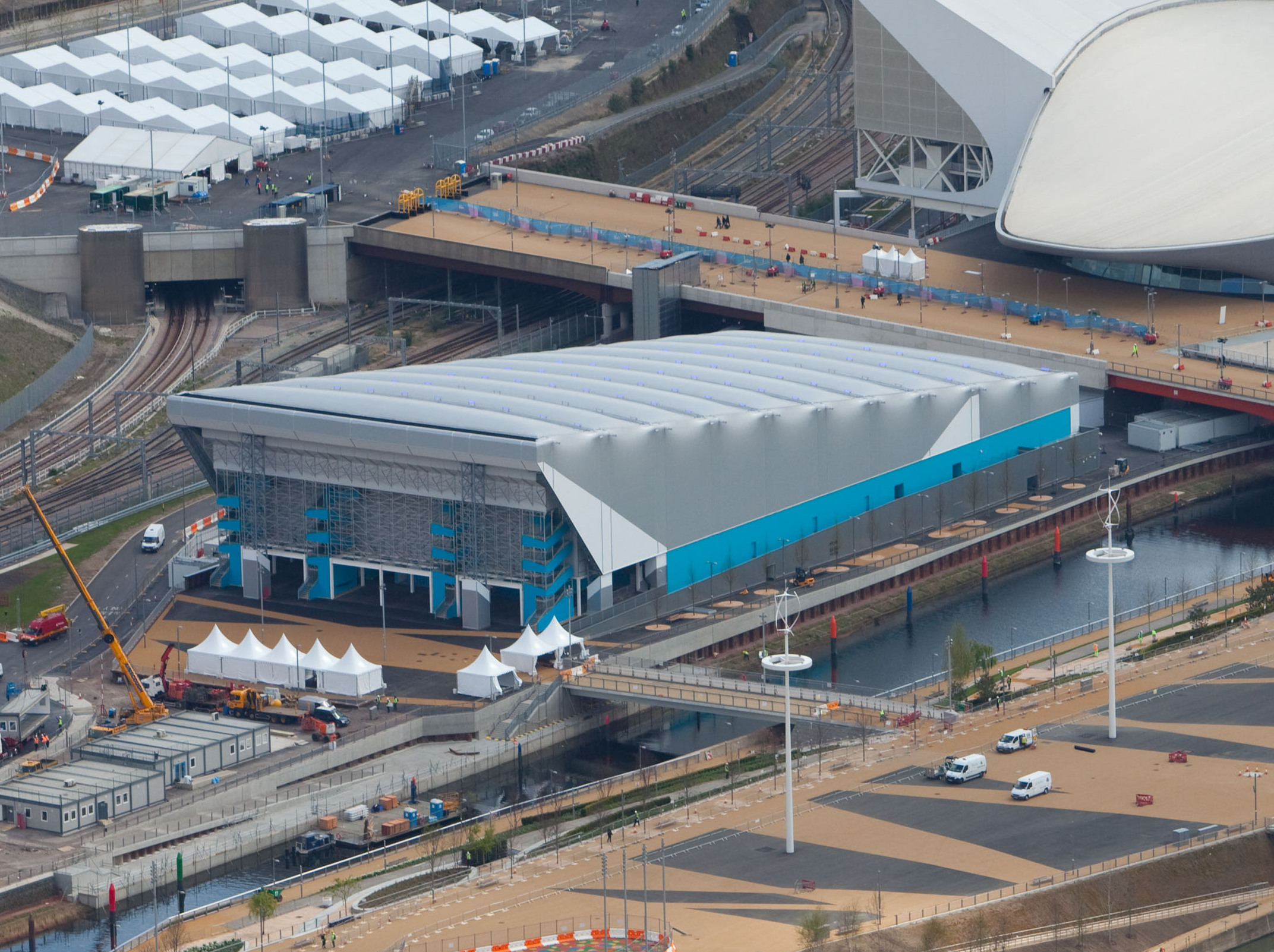
Water Polo Arena.

El Water Polo Arena es una piscina construida en el Parque Olímpico, Londres para los Juegos Olímpicos de 2012.  Tiene una capacidad para 5.000 personas. Su construcción se inició en la primavera de 2011 y terminó en el 2012.
Es la primera piscina construida únicamente para waterpolo en unos Juegos Olímpicos. La instalación será demolida tras los juegos, sus partes serán aprovechadas y recolocadas en otros lugares.